# 羚羊峽谷

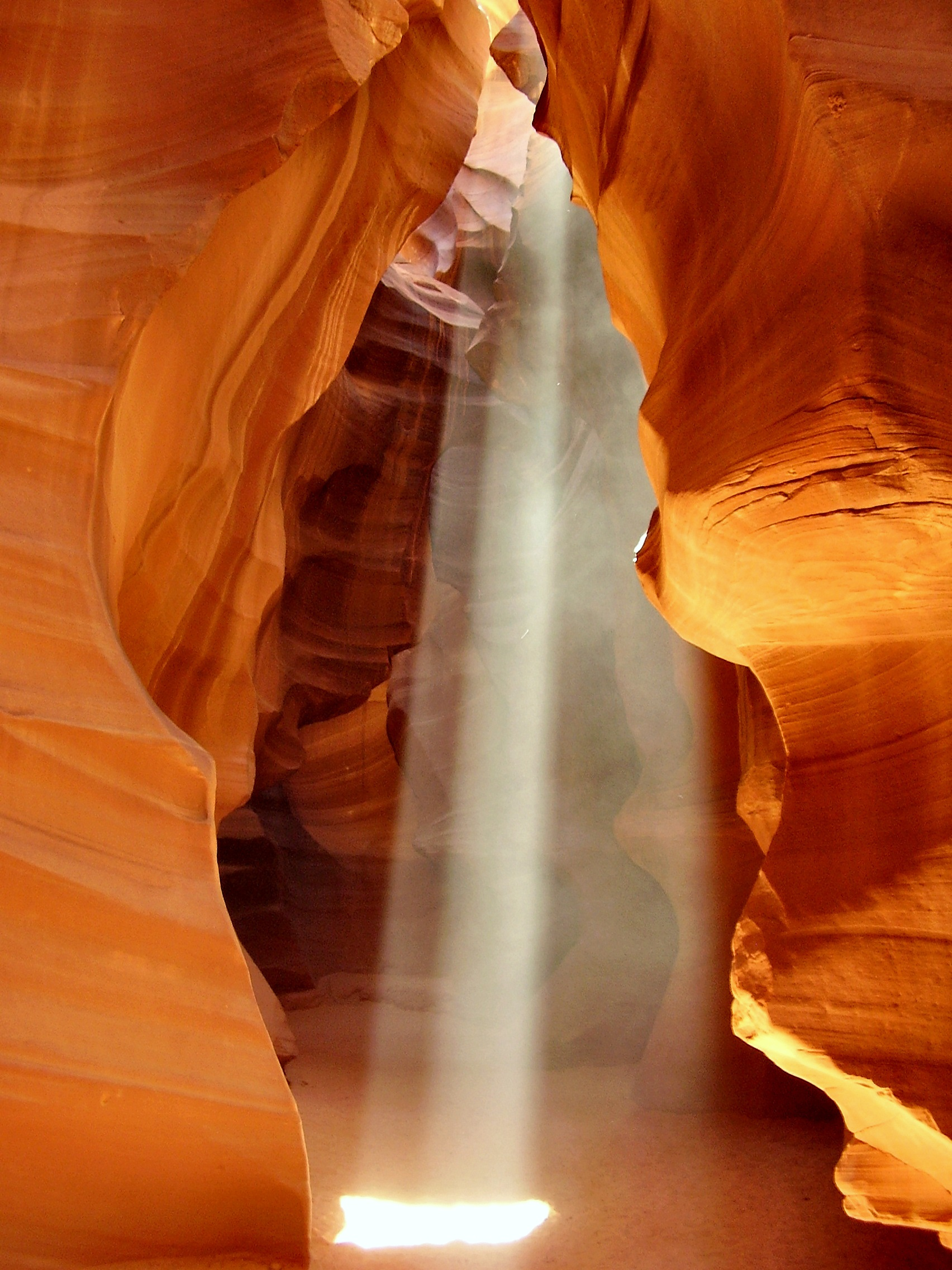
羚羊峽谷

羚羊峡谷（英語：Antelope Canyon）是位于美國亞利桑纳州北方纳瓦霍族保留地的一處狭縫型峡谷，最近城市为佩吉市。在地形上，其被分为上羚羊峡谷、下羚羊峡谷这两个独立的部分。

## 形成
與其他狹縫型峽谷相同，羚羊峽谷由砂岩组成。因各種侵蝕而成。其中，暴洪的侵蝕是羚羊峡谷的主要形成原因之一，其他主要形成原因还有風蝕等。
該地在季風季節常出現暴洪流入峽谷的情况，暴增的雨量导致暴洪流速相當快，但狹窄的通道將河道縮小，因而直侵蝕力也相對變大，便形成了羚羊峽谷底部的走廊，和谷壁上堅硬光滑、如同流水般的邊緣。
大峡谷的主要成因并非科罗拉多河的水流，高原暴雨导致的山洪才是侵蝕地表的主要原因。一般而言，干旱的荒山在下起暴雨时，山洪暴发会形成强大的力量。因干燥坚硬的地表吸水性差，降雨顺地势冲刷，加之地表有些许裂隙，湍急的水流便携带着坚硬的砂石一路冲下，日积月累，便造成地貌的大变化。

## 攝影和觀光

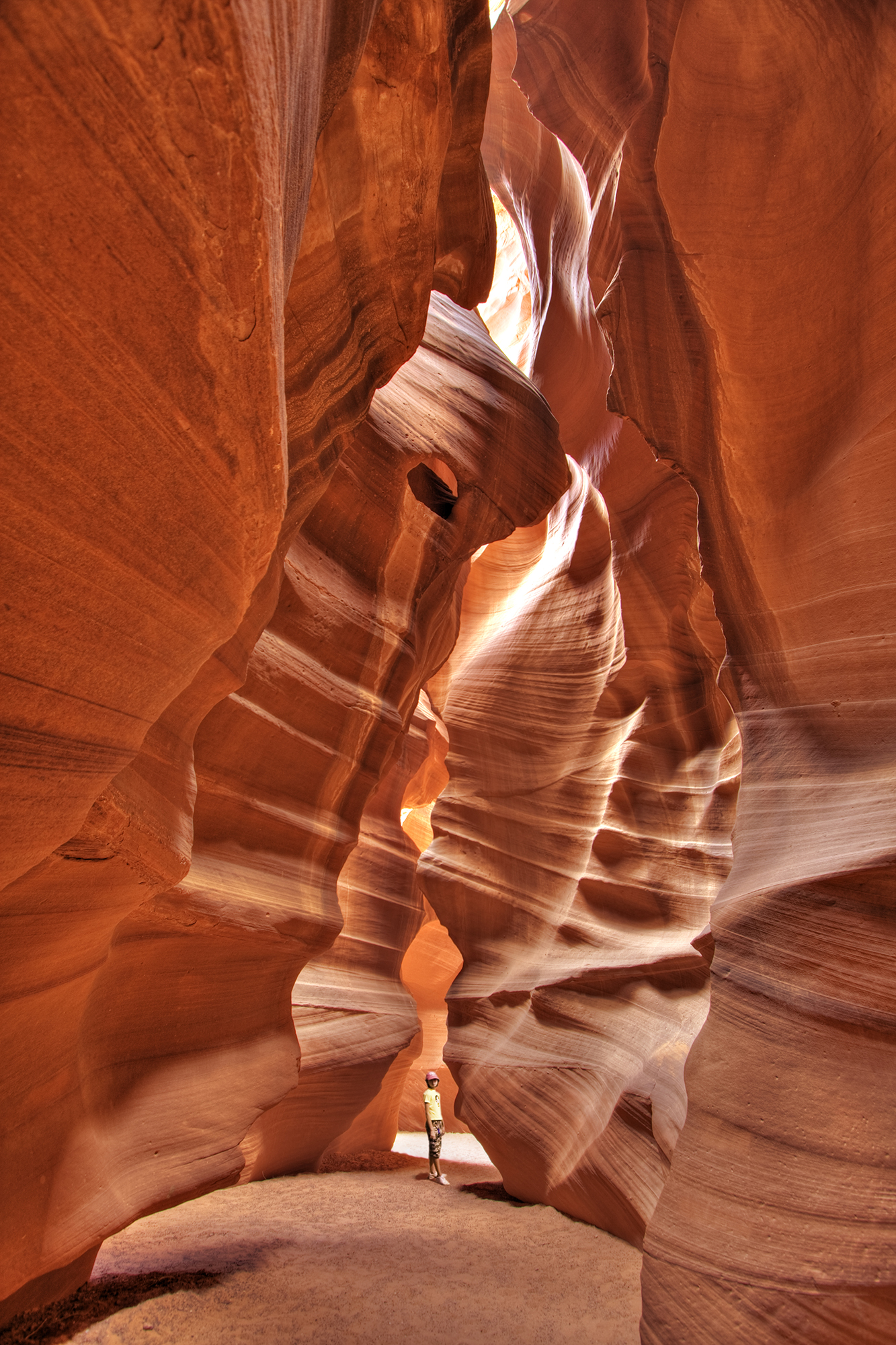
上羚羊峽谷

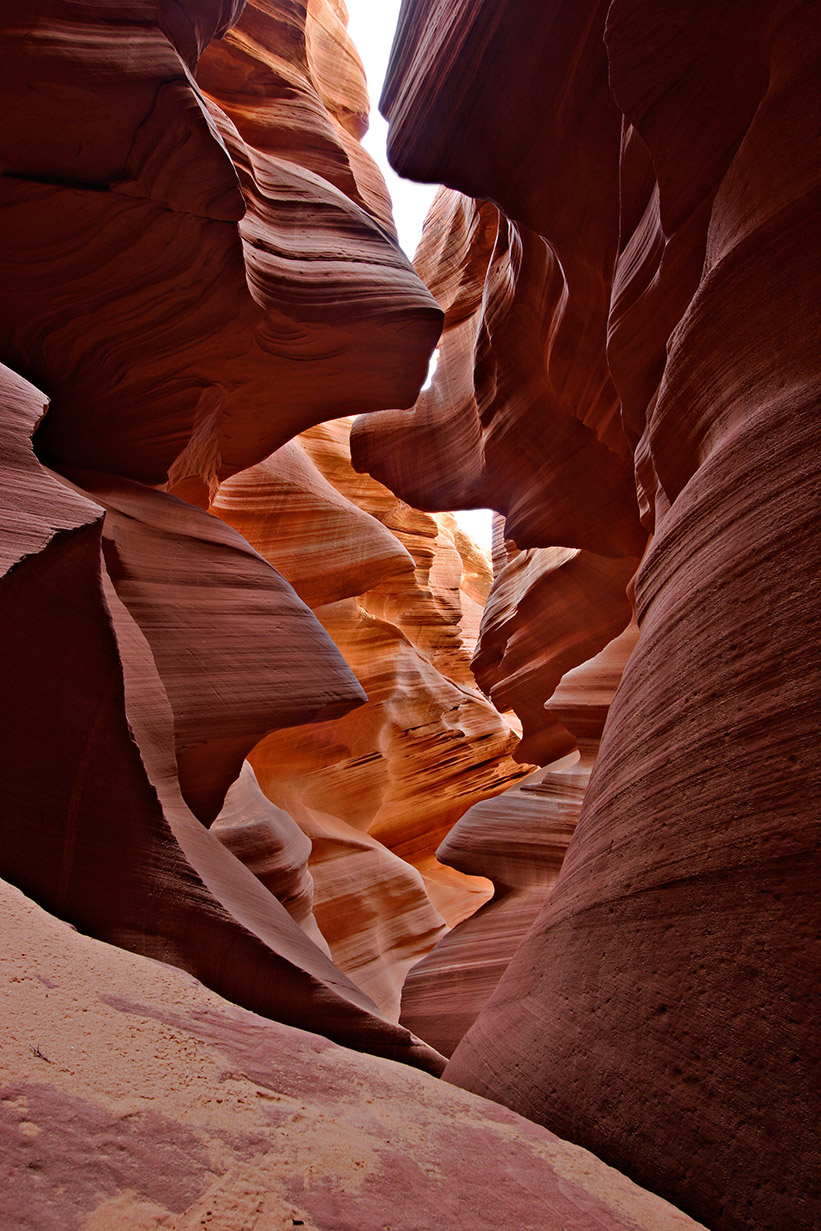
下羚羊峽谷

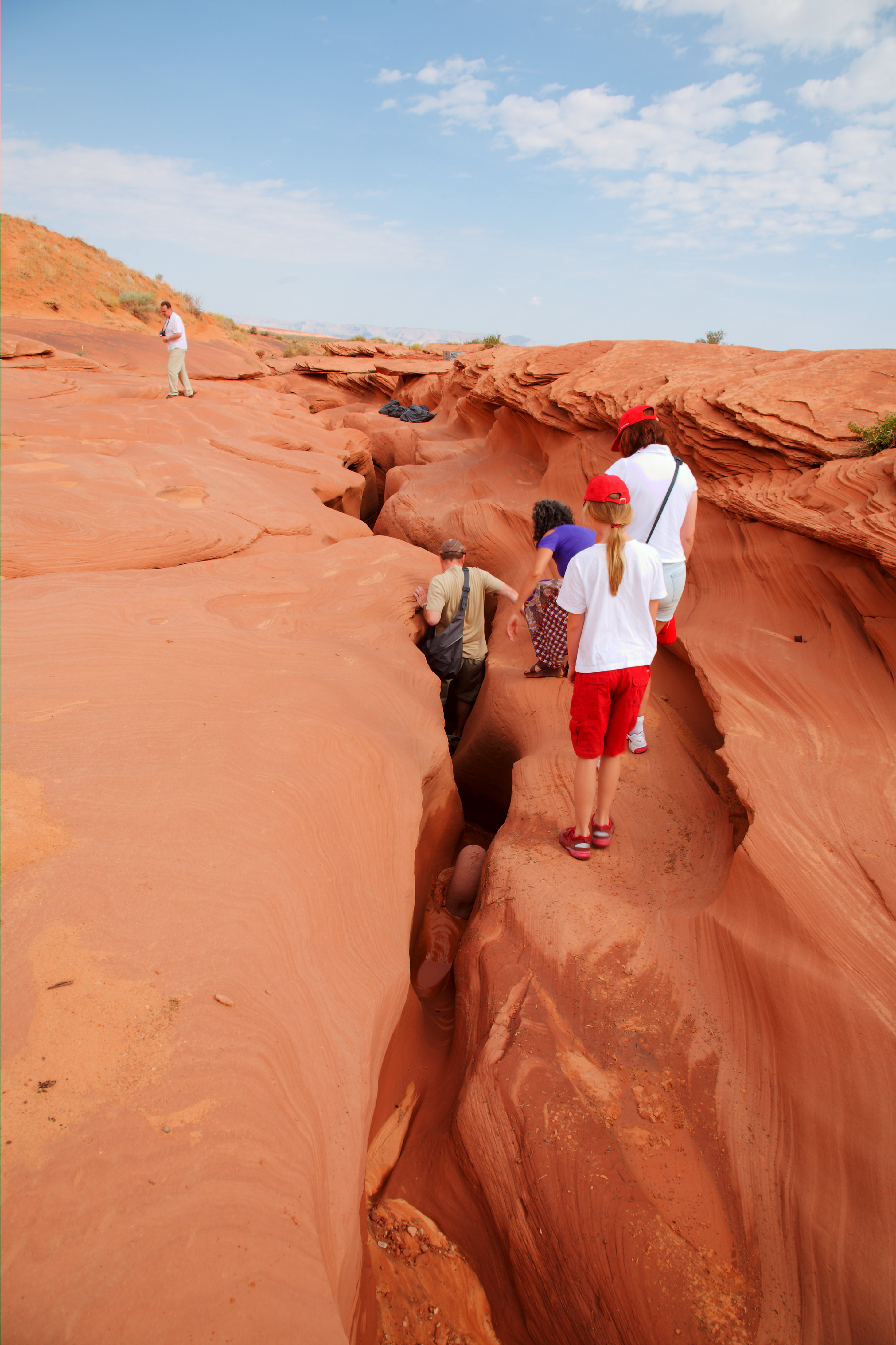
羚羊峽谷的遊客

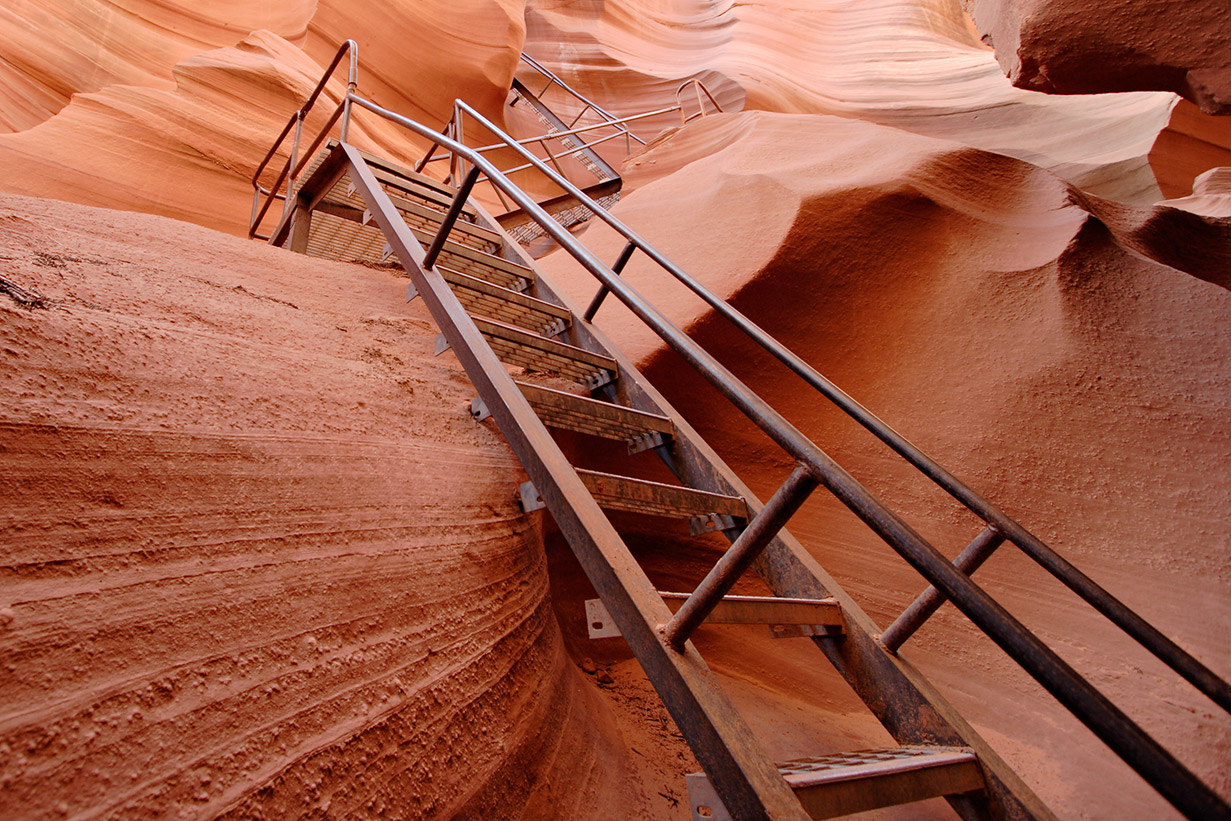
下羚羊峽谷的鐵梯

羚羊峽谷現今是納瓦荷原住民保留區內的主要觀光收入來源，除旅游观光者外，還有世界各地慕名而來的攝影爱好者。想要在此峽谷中拍出良好的攝影作品相當困難。由於光線只從峽谷上緣進入，且谷壁表面不平整，造成反光，导致攝影測光相當不容易。

### 上羚羊峽谷
上羚羊峽谷的納瓦荷語為，意為「有水通過的岩石」。
因谷地較廣，且位於地面，故为游客聚集之处。要進入上羚羊峽谷，由于地形限制，在入口處必須在沙地上换步行約兩哩。過去，保護區允許私人四輪傳動車進入，而現在所有遊客皆需搭乘保護區的大型四輪傳動車。保护区取消了步行許可，以免遊客在烈日下步行發生意外。
上羚羊峽谷的入口不太明顯，遠看去只有一條很細的裂縫。進入峽谷後，某些地方相當陰暗，无光線直射地面，岩壁高聳約20米，總長約150米。攝影師進入此區通常需携带腳架和閃光燈，由於遊客眾多，想要拍到無人时阳光射入的景觀需要一定的耐心。

### 下羚羊峽谷
下羚羊峽谷的納瓦荷語為，意為「拱狀的螺旋岩石」。位於地下，游客和摄影师们需要爬金屬樓梯深入地底，這兩年來遊客暴增，攝影師較常在這邊取景。
下羚羊峽谷入口僅有一人寬，與地面同高，遠看無法辨識，進入後急降約50米，下面的路途很长，一般遊客只被允許走到中點。下羚羊峽谷的谷地變化較多，某些通道甚至不足人高，遊客可能會碰撞到頭部。
上與下羚羊峽谷的參觀都需要由納瓦荷人導覽引領。有時也有遊客單獨進入峽谷。

## 暴洪意外
1997年8月12日，分别来自法国、美国，英国和瑞典的十几名游客遊客在沒有納瓦荷族導覽引領的情况下進入下羚羊峽谷中。此时10英里的上游处下起了雨量約为1.5英吋的雨。僅15分鐘後，雨量降至0.75英吋。在降雨後的30到45分鐘內形成了暴洪，並直接沖到了下羚羊峽谷中。谷中的这些遊客避之不及，被突然出現的暴洪沖走。最终，有兩位游客的屍體一直沒有找到，认为是被沖到峽谷之外，还有一位28歲的美國遊客在岩架上被搜救队发现生还。
羚羊峽谷區域的暴洪不一定在下雨時出現，有時在遠方的上游忽然下了一陣雷陣雨，暴洪就有可能急沖至下羚羊峽谷中。後來下羚羊峽谷中就增設了許多鐵梯、安全網與繩索，以防意外再度發生。關於在下羚羊峽谷開放尾端步行的提议，也因為此意外而有眾多爭議。

## 外部連結
- （英文）羚羊峽谷官方網站（含導覽申請與價格）
- （英文）美國狹縫型峽谷網站的介紹 （页面存档备份，存于）
- （英文）羚羊峽谷的暴洪事件經過（页面存档备份，存于）
- （英文）亞利桑納州的暴洪事件歷史 （页面存档备份，存于）
- Flickr上的羚羊峽谷攝影圖片

36°51′43″N 111°22′27″W / 36.86182°N 111.374288°W